# Sirens Call
Sirens Call is een nummer van de Franse band Cats on Trees uit 2013. Het is de eerste single van titelloze debuutalbum.
In "Sirens Call" zingt de liedverteller hoe haar leven vastzit in een monotoon, terugkerend patroon, en haar behoefte om zichzelf daaruit los te maken en een ander levenspad te kiezen. Het nummer leverde Cats on Trees meteen een grote hit op in Frankrijk, waar het de 3e positie behaalde. Ook in Wallonië en Romandië kende het nummer succes. In Vlaanderen was het nummer met een 82e positie in de Tipparade minder succesvol.

## Tracklijst
- Muziekdownload

1. "Sirens Call" - 3:44